# Volvelle

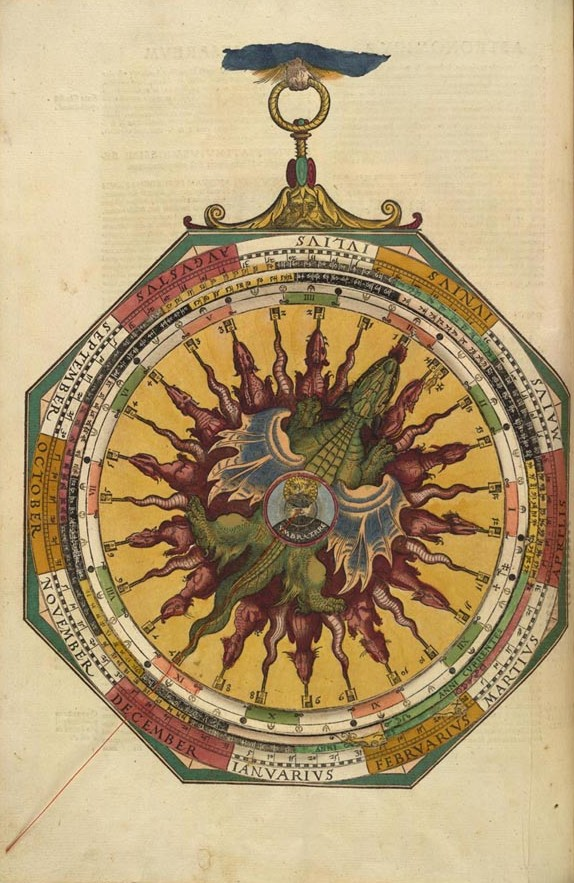
Una roda del en una pàgina dAstronomicum Caesareum de Petrus Apianus, 1540, aparentment relacionat amb la Lluna. Els "dracs vermells" assenyalen 26 divisions de diversa mesura, el període orbital és d'uns 27,3 dies

Una volvelle o roda és un tipus de construcció de paper amb peces mòbils. Es considera una de les formes més primitives de computació analògica. Les volvelles (rodes, d'ara endavant) van ser creades com una eina d'interpretació de dades de diversa índole, tot i que els primers models es troben en antics llibres d'astronomia. També són comunes en tractats medievals àrabs de medicina, i en les obres de l'astrònom persa Abu Rayhan Biruni, que va ser un dels més primerencs promotors del desenvolupament de la roda.
Al segle xx, la roda va tenir molts i molt variats usos. L'escriptora Jessica Heland escrigué sobre les rodes d'aquest segle:
| « | El segle xx va assistir a un ferm creixement en el disseny, l'elaboració i la producció d'una nova generació de rodes independents i autònomes. En general, no sols representen una gran varietat d'usos, sinó que a més proven una enorme diversitat de conceptes estilístics, compositius, mecànics, informatius i cinètics. Apareixen rodes que distribueixen la informació perifèricament, centrífugament i radial, rodes que es componen de múltiples cercles concèntrics amb fletxes, i rodes que es beneficien d'un ús més refinat de l'encunyació, una marca característica de les arts gràfiques modernes. Les rodes del segle XX -de vegades denominades "volvelles"- ofereixen qualsevol possibilitat d'ús, des del control d'inventari fins a l'ús del color, la conversió de mesures o la conjugació de verbs. | » |

L'ús més recent d'aquest sistema està testificat per la seva assimilació a la cultura popular: la banda de rock Led Zeppelin va utilitzar una d'aquestes rodes en el disseny del seu àlbum Led Zeppelin III (1970).

## Roda de Venus
L'exemple més antic de roda que es conserva és un pentagrama del temps d'Hammurabi que s'ha convertit amb el temps en un símbol de bruixeria. En realitat, representa el trajecte de Venus al firmament durant vuit anys i, en la seva rotació, descriu un cercle complet que dura entre 1.199-1.215 anys (1.200 x 365 dies o 5 x 243 anys). Però, considerant que la rotació mitjana de Venus està a uns 583,92 dies, les òrbites sinoïdals d'aquests 1.200 anys (750 x 584 dies) requereixen una correcció de 60 dies, o 30 dies menys cada 600 anys.